# Pomník Otilie Sklenářové-Malé
Pomník Otilie Sklenářové-Malé z roku 1933 je v pražských Čelakovského sadech poblíž budovy Národního muzea. Autorem sochy z bílého mramoru je Ladislav Šaloun.

## Historie a popis
Otilie Sklenářová-Malá patřila k předním herečkám Národního divadla a byla také oddanou vlastenkou. Po její smrti byl ustaven Spolek pro postavení pomníku Otilie Sklenářové-Malé, který získal potřebné finanční prostředky a oslovil sochaře Ladislava Šalouna, zda by se tohoto úkolu ujal.
Místo pro pomník vybrala městská rada, protože poblíž, na rohu Žitné a Škrétovy ulice, stála dočasně letní dřevěná aréna tzv. Nového českého divadla, kde se hrálo od roku 1876 do doby dokončení stavby Národního divadla (1883) a Sklenářová zde slavila velké úspěchy. Herečka věnovala na stavbu Národního divadla honoráře ze svých 22 pohostinských představení. Pomník byl slavnostně odhalen 7. května 1933.
Mramorový pomník Otilie Sklenářové-Malé stojí na travnaté ploše vpravo od historické budovy Národního muzea. Socha v nadživotní velikosti (280 cm) zachycuje herečku jako Hermionu ze Shakespearovy Zimní pohádky, zahalenou v dlouhém splývajícím plášti, s rukama zkříženýma na prsou. Levá ruka drží lipovou ratolest. V nízkém žulovém soklu je vpředu vytesán nápis: OTILIE SKLENÁŘOVÁ-MALÁ, vzadu: GENIOVI ČESKÉHO DRAMATICKÉHO UMĚNÍ / VLASTENCE VZORNÉ. Vpravo je signatura LAD. ŠALOUN.
Pomník je kulturní památka České republiky evidovaná v Ústředním seznamu kulturních památek pod rejstříkovým číslem: 39806/1-1037.